# Kongens Lyngby
Kongens Lyngby ([ˈkʰʌŋŋ̍s ˈløŋˌpyˀ] abreviado: Lyngby o Kgs. Lyngby) es la ciudad principal del municipio de Lyngby-Taarbæk aproximadamente a 13 km al norte de Copenhague.

## Historia
Los hallazgos arqueológicos por Tordals Moisés ha demostrado que existían asentamientos en Lyngby desde hace 8500 años. El nombre actual de la ciudad indica que Lyngby fue fundada probablemente en la época vikinga 800-1050. La iglesia de Lyngby se construyó aproximadamente en 1150, y la ciudad, probablemente, surgió a con la construcción de varios molinos a lo largo del río Mølleå. Lyngby incluyó Kongens (real, de la realeza) para diferenciarlo de, por ejemplo, Virum que pertenecían a la misma iglesia. Bondebyen, que se encuentra al noreste de la iglesia, no puede ser anterior a la década de 1600. La casa situada en Nørregade, 10, construida hacia 1775 es considerada la casa más antigua de Bondebyen.
El pueblo de Lyngby estaba en el camino hacia el noroeste de Selland, donde se construyó la posada Holland.
En 1767, Jean Mamillod, un ingeniero francés, lo transformó en Cañada Real (Kongevej), aunque no fue de peaje hasta 1915.
En 1863 se construyó el tren desde Lyngby a Copenhague. Esto significaba que los más ricos ciudadanos podían poseer segundas residencias en Lyngby. En la década de 1890 la industria floreció a lo largo de Mølleå, recalificando grandes parcelas de suelo residencial en Lyngby (Digterkvarteret y Fuglevadskvarteret). En la década de 1930 se construyó el barrio del castillo Ulrikke (Ulrikkenborgkvarteret). La calle Hovedgade fue el primer lugar de Dinamarca con iluminación eléctrica.

## Demografía
| Gráfica de evolución de Kongens Lyngby entre 2005 y 2023 |
|                                                          |

 Lyngby contaba aproximadamente con 10 600 habitantes en el 2005.

## Ciudades hermanadas
Kongens Lyngby está hermanada con:
- Askim — Noruega
- Huddinge – Suecia
- Vantaa – Finlandia
- Nuuk – Groenlandia
- Seyðisfjörður – Islandia

## Arquitectura

### Edificios notables
- Iglesia de Lyngby (Lyngby Kirke), construida alrededor de 1150.
- Molino de Lyngby (Lyngby Hovedgade 24), mencionado por primera vez en 1492.
- Store Kro.
- Posada "Holland", situada actualmente en Lyngby Hovedgade 9-11 y 40.
- Palacio de Sorgenfri palacio de estilo barroco construido en 1702 con un jardín francés.
- Casa de la cultura (Lyngby Kulturhus).
- Sophienholm, un edificio clasicista de 1802.
- Marienborg, residencia de verano del primer ministro desde 1745.
- Ayuntamiento de Lyngby, construido en 1938-1941. Diseñado por Hans Erling Langkilde y Ib Martin Jensen.
- Centro comercial Lyngby Storcenter, inaugurado en 1973.

Al norte del Palacio de Sorgenfri hay gran cantidad de granjas y casas antiguas.

## Empresas y asociaciones
En Lyngby se encuentra la Universidad Técnica de Dinamarca (DTU), empresas como Haldor Topsoe A/S y COWI y la orquesta filarmónica de Lyngby Taarbæk.

## Curiosidades
- Lyngby Sø: Lago de Lyngby de 58 ha.
- Lyngby Boldklub. Club de fútbol local que juega en primera división de la liga danesa que ganó en la temporada 2006-07.
- Orient Lyngby,  el campeón danés de hockey sobre césped.
- Dyrehaven. Parque de ciervos.